# Hypasclera pleuralis
Hypasclera pleuralis är en skalbaggsart som först beskrevs av Leconte 1866.  Hypasclera pleuralis ingår i släktet Hypasclera och familjen blombaggar. Inga underarter finns listade i Catalogue of Life.